# William Barta
William Barta (Boise, 4 de enero de 1996) es un ciclista profesional estadounidense que corre para el equipo Movistar Team.

## Palmarés
2023
- 2.º en el Campeonato de Estados Unidos Contrarreloj

2024
- 1 etapa de la Vuelta a la Comunidad Valenciana

## Resultados en Grandes Vueltas y Campeonatos del Mundo
| Carrera         | Carrera         | 2015 | 2016 | 2017 | 2018 | 2019  | 2020 | 2021 | 2022 | 2023 | 2024 | 2025  |
| --------------- | --------------- | ---- | ---- | ---- | ---- | ----- | ---- | ---- | ---- | ---- | ---- | ----- |
|                 | Giro de Italia  | —    | —    | —    | —    | —     | —    | —    | 59.º | 52.º | 50.º | —     |
|                 | Tour de Francia | —    | —    | —    | —    | —     | —    | —    | —    | —    | —    | 102.º |
|                 | Vuelta a España | —    | —    | —    | —    | 131.º | 22.º | —    | —    | —    | —    | —     |
| Mundial en Ruta | Mundial en Ruta | —    | —    | —    | —    | —     | —    | —    | —    | Ab.  | —    | —     |

—: no participa

Ab.: abandono